# Вођислав Слонски
Вођислав Слонски (пољ. Wodzisław Śląski) је град у Пољској у Војводству Шлеском у Повјату вођиславском. Према попису становништва из 2011. у граду је живело 49.346 становника.
.

## Становништво
Према прелиминарним подацима са пописа, у граду је 2011. живело 49.346 становника.
| 2002.  | 2011.  | 2012.  |
| ------ | ------ | ------ |
| 49.784 | 49.346 | 49.238 |

## Партнерски градови
- Гладбек
- Фонди
- Карвина
- Sallaumines